# ختایی (شرور)
ختایی (به لاتین: Xətai) یک منطقه مسکونی در جمهوری آذربایجان است که در شهرستان شرور واقع شده است. ختایی ۳۷۶ نفر جمعیت دارد.